# Celtic Challenge 2023
El Celtic Challenge de 2023 fue un torneo de rugby de selecciones femeninas secundarias de Europa.
El torneo se disputó desde el 22 de enero al 25 de febrero enfrentando a tres combinados femeninos pertenecientes a Escocia, Gales e Irlanda.

## Equipos participantes
- Combined Provinces XV
- The Thistles
- WRU Development XV

## Desarrollo
| Pos. | Equipo                | Encuentros | Encuentros | Encuentros | Encuentros | Tantos  | Tantos    | Tantos     | Puntos |
| Pos. | Equipo                | jugados    | ganados    | empatados  | perdidos   | a favor | en contra | diferencia | Puntos |
| ---- | --------------------- | ---------- | ---------- | ---------- | ---------- | ------- | --------- | ---------- | ------ |
| 1    | Combined Provinces XV | 4          | 4          | 0          | 0          | 124     | 64        | +60        | 19     |
| 2    | The Thistles          | 4          | 1          | 0          | 3          | 86      | 114       | -28        | 8      |
| 3    | WRU Development XV    | 4          | 1          | 0          | 3          | 62      | 94        | -32        | 7      |

Nota: Se otorgan 4 puntos al equipo que gane un partido, 2 al que empate y 0 al que pierda
Puntos Bonus: 1 punto por marcar 3 tries o más de diferencia que el rival (BO) y 1 al equipo que pierda por no más de 7 tantos de diferencia (BD).
| Bandera de Irlanda            |
| Campeón Combined Provinces XV |
| Primer título                 |